# Biuro podróży

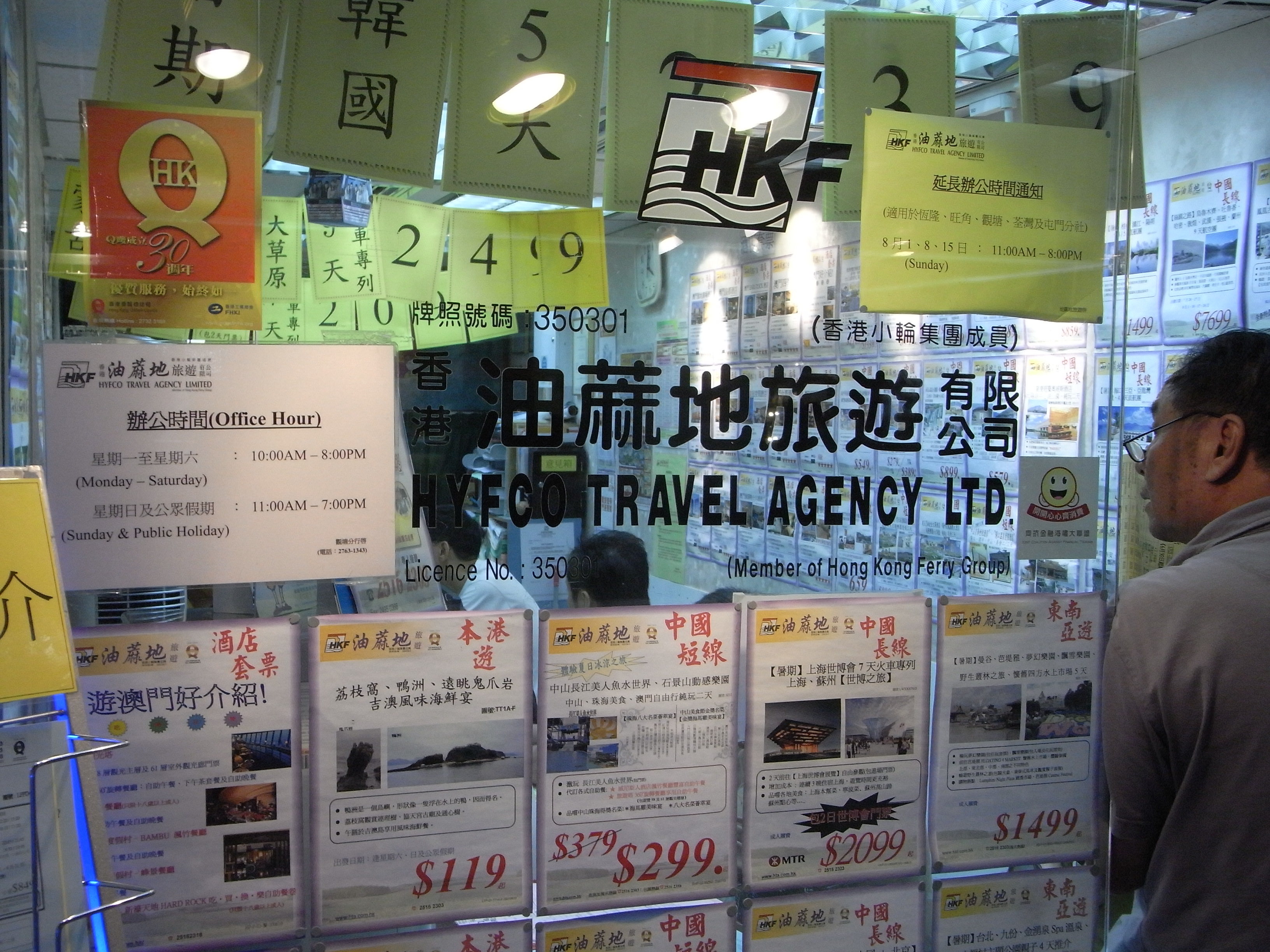
Biuro podróży w Hongkongu

Biuro podróży – pośrednik działający w imieniu pasażera w sprawach zawierania umów transportowych. Założycielem pierwszego biura podróży był brytyjski przedsiębiorca, Thomas Cook.